# Христос воскрешає померлого Лазаря (Гверчіно)
«Христос Воскрешає померлого Лазаря» - картина італійського художника Гверчіно доби бароко.Зберігається в музеї Лувр, Париж.

## Сюжет
За Біблією Христос був заклопотаний поширенням свого віровчення. Аби навернути більше прихильників, він мандрував країною і лікував хворих та являв дива.Серед христових див - зцілення сліпого в Ерихоні, восресіння дочки Іаіра та померлого Лазаря.
Тема христових див приваблювала багатьох художників різних країн і різних століть (Лука Лейденський, Себастьяно дель Пьомбо, Маньяско, Рєпін ), адже в цих дивах Христос яскраво явив свою божу суть.За уявою вірних лише Бог надає життя і життя забирає.

## Маньяско і Гверчіно

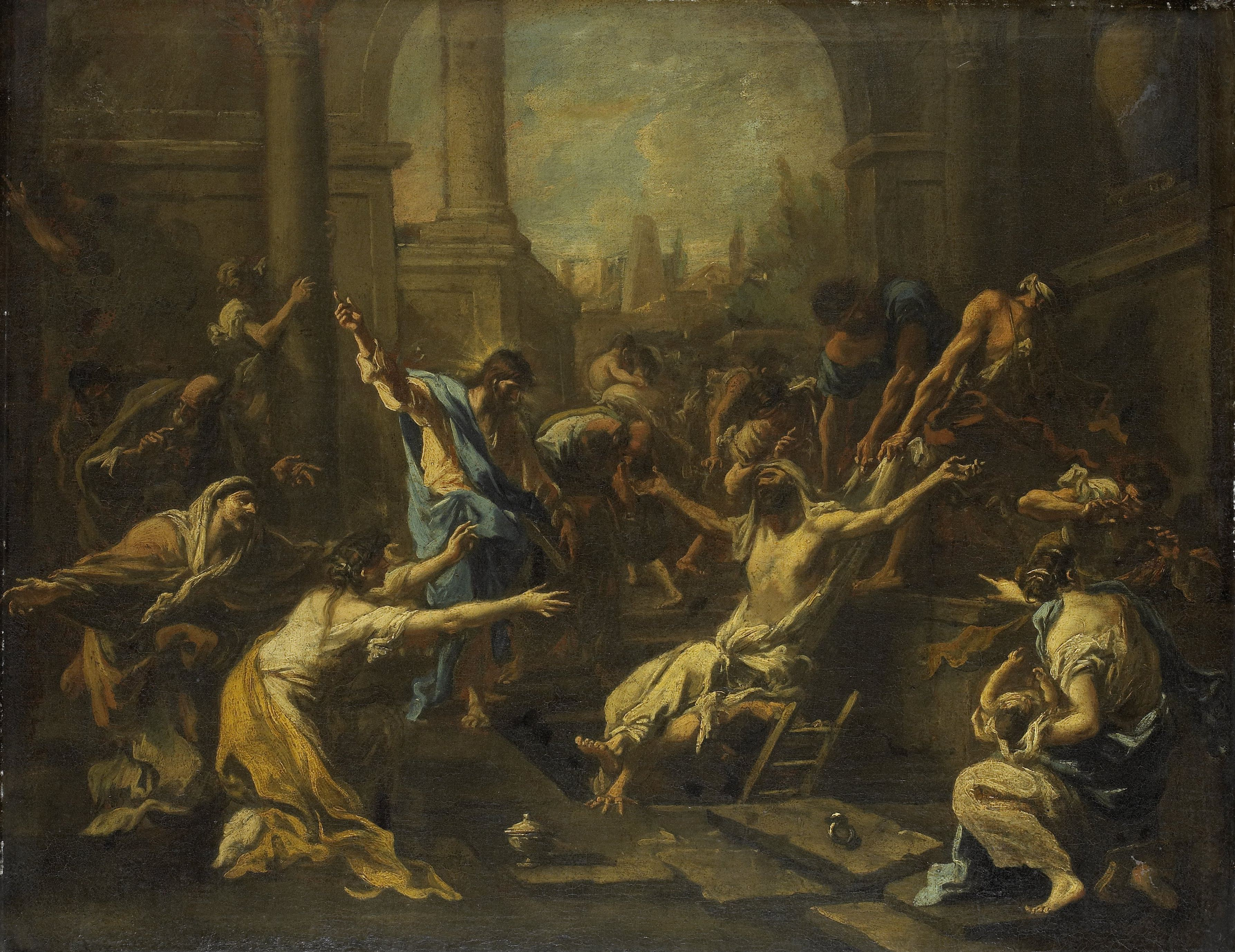
А. Маньяско, «Христос воскрешає померлого Лазаря», Риксмузей, Амстердам.

Картина Гверчіно нагадує давньоримський вельєф. Усі персонажі подані крупно і занадто близько до глядача.Христос творить диво, а натовп жваво реагує на подію. Гверчіно погано вдавались драматичні сцени.Тому в картині забагато чорної фарби. а всі інші наче сполохи в сутінковому мороку.За принципами болонської школи біблійні сюжети не могли бути брутальними чи позбавленими красиКраса полотна збільшилась, а правда, достовірність,відповідність суворому первісному християнству - пощезли.
У Маньяско - ніяких красивих натурщиків, ніяких натяків на римські рельєфи і ніяких натяків на попередні авторитети. Манера художника нервова, натхнена і неспокійна, просто трагічна. Ніяких колористичних скарбів, які так полюбляють старі італійські майстри. І лише велична, італійських зразків архітектура, нагадує, що Маньяско з Італії. Але яка правда події, яка відповідність суворій дійсності первісного християнства. У Маньяско вийшов шедевр. У Гверчіно - чергова красива композиція.